# Lakeside (Iowa)
Lakeside és una població dels Estats Units a l'estat d'Iowa. Segons el cens del 2000 tenia 484 habitants.

## Demografia
Segons el cens del 2000, Lakeside tenia 484 habitants, 184 habitatges, i 126 famílies. La densitat de població era de 1.038,2 habitants/km².
Dels 184 habitatges en un 36,4% hi vivien nens de menys de 18 anys, en un 60,9% hi vivien parelles casades, en un 4,3% dones solteres, i en un 31,5% no eren unitats familiars. En el 23,9% dels habitatges hi vivien persones soles el 10,9% de les quals corresponia a persones de 65 anys o més que vivien soles. El nombre mitjà de persones vivint en cada habitatge era de 2,63 i el nombre mitjà de persones que vivien en cada família era de 3,19.
Per edats la població es repartia de la següent manera: un 27,5% tenia menys de 18 anys, un 10,3% entre 18 i 24, un 27,3% entre 25 i 44, un 22,5% de 45 a 60 i un 12,4% 65 anys o més.
L'edat mediana era de 36 anys. Per cada 100 dones de 18 o més anys hi havia 98,3 homes.
La renda mediana per habitatge era de 39.135 $ i la renda mediana per família de 43.281 $. Els homes tenien una renda mediana de 30.625 $ mentre que les dones 19.342 $. La renda per capita de la població era de 15.724 $. Entorn del 4,2% de les famílies i el 7,3% de la població estaven per davall del llindar de pobresa.

## Poblacions més properes
El següent diagrama mostra les poblacions més properes.